# Dipartimento di Cruz del Eje
Cruz del Eje è un dipartimento argentino, situato nella parte occidentale della provincia di Côrdoba, con capoluogo Cruz del Eje.
Queste dipartimento cordovano (cordôbés) argentino si caratterizza per la sua produzione intensiva di oliveti e derivati.
Artigianalmente sono preziose le produzioni di arrope di tuna  e pandispagna di carruba.

## Geografia fisica
Esso confina a nord con la provincia di Catamarca, ad est con i dipartimenti di Ischilín e Punilla, a sud con il dipartimento di San Alberto, ad ovest i dipartimenti di Minas e Pocho e con la provincia di La Rioja.
Il dipartimento è suddiviso nelle seguenti pedanie: Candelaria, Cruz del Eje, Higueras, Pichanas, San Marcos.

## Società

### Evoluzione demografica
Secondo il censimento del 2001, su un territorio di 6.653 km², la popolazione ammontava a 52.172 abitanti, con un aumento demografico del 7,24% rispetto al censimento del 1991.

## Amministrazione
Nel 2001 il dipartimento comprendeva:
- 13 comuni (comunas in spagnolo):
  - Alto de Los Quebrachos
  - Bañado de Soto
  - Cruz de Caña
  - El Brete
  - Guanaco Muerto
  - La Batea
  - La Higuera
  - Las Cañadas
  - Las Playas
  - Los Chañaritos
  - Media Naranja
  - Paso Viejo
  - Tuclame
- 4 municipalità (municipios in spagnolo):
  - Cruz del Eje
  - San Marcos Sierras
  - Serrezuela
  - Villa de Soto